# Zenonina fusca
Zenonina fusca là một loài nhện trong họ Lycosidae.
Loài này thuộc chi Zenonina. Zenonina fusca được Lodovico di Caporiacco miêu tả năm 1941.